# Take It to the Limit
"Take It to the Limit" é uma música escrita por Don Henley, Glenn Frey e Randy Meisner, gravada pela banda Eagles.
É o terceiro single do álbum One of These Nights.

## Paradas
Singles
| Ano  | Single                 | Parada                | Posição |
| ---- | ---------------------- | --------------------- | ------- |
| 1976 | "Take It to the Limit" | Adult Contemporary    | 4       |
| 1976 | "Take It to the Limit" | Billboard Pop Singles | 4       |